# Seong Seung-min
Pour les articles homonymes, voir Seong.
Seong Seung-min est une pentathlonienne sud-coréenne née le 13 mai 2003 à Daegu. Elle a remporté la médaille de bronze de l'épreuve féminine aux Jeux olympiques d'été de 2024, organisés à Paris.